# Messinabron

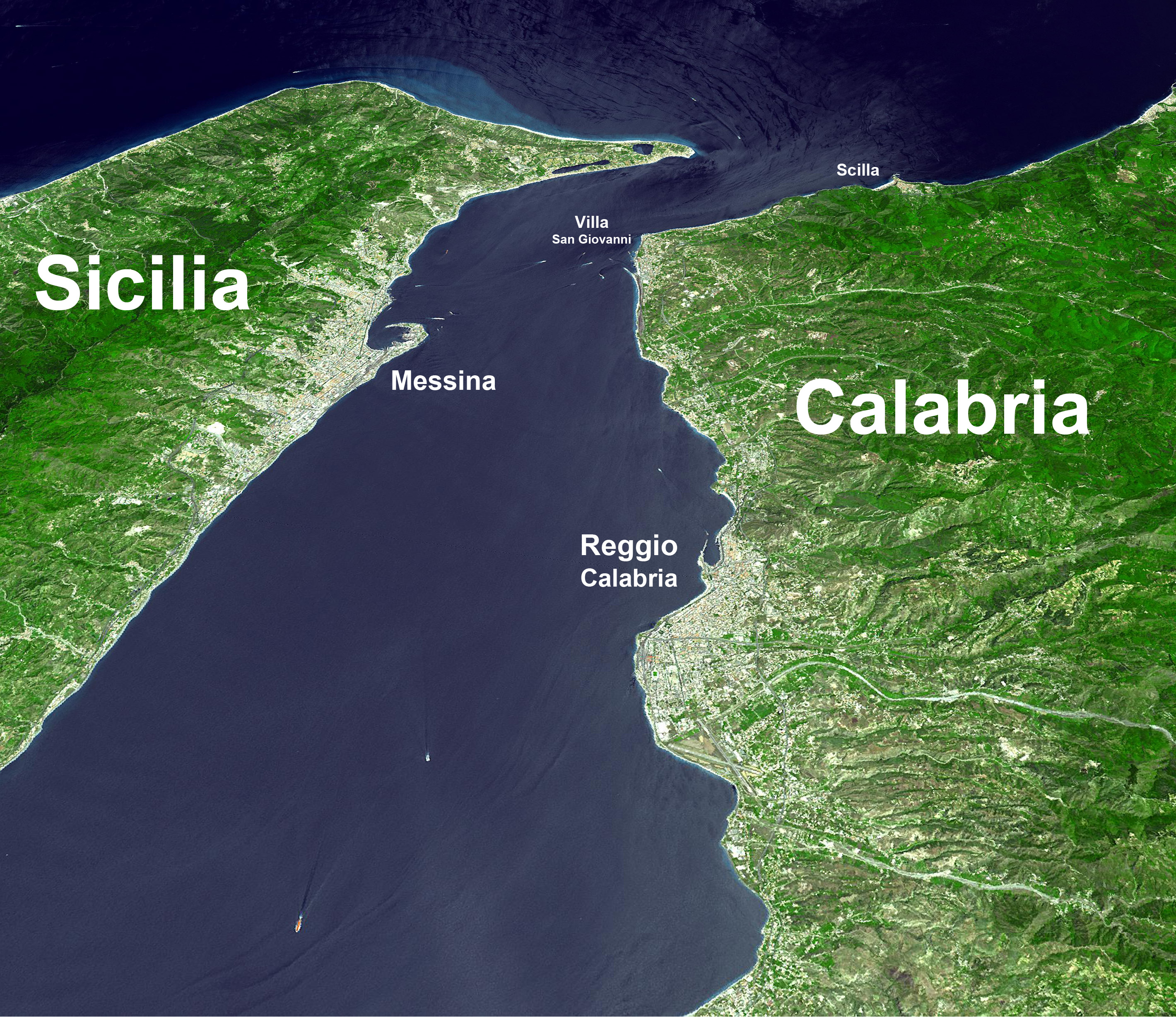
Satellitbild över Messinasundet, från NASA juni 2002.

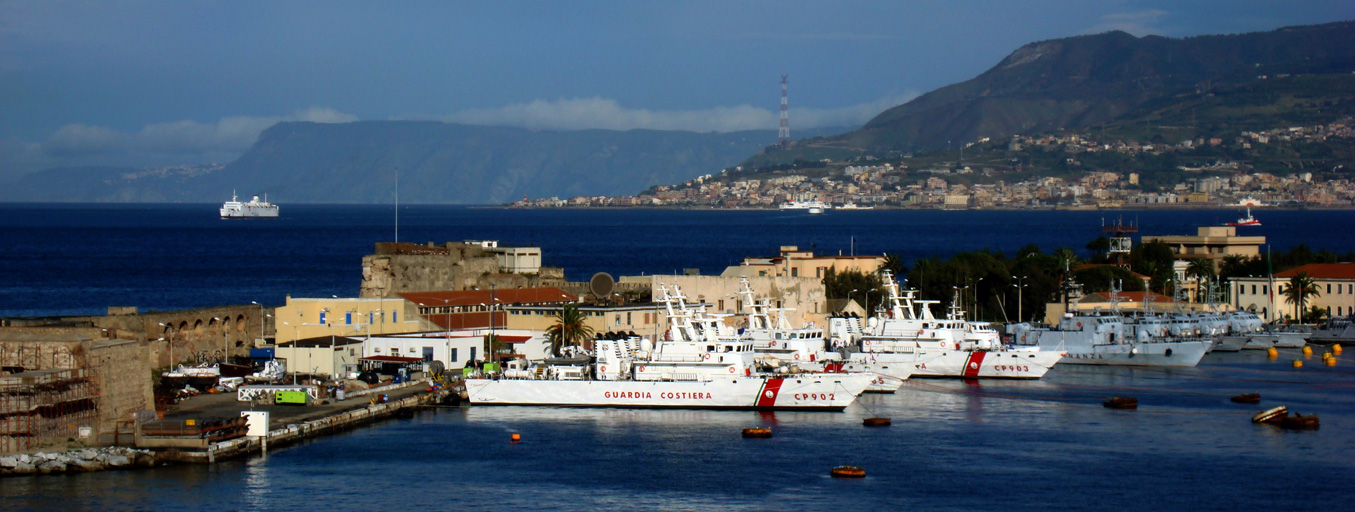
Utsikt från Messina till det italienska fastlandet.

Messinabron är en planerad hängbro över Messinasundet, som är ett sund mellan den östra spetsen av Sicilien och den södra spetsen av det italienska fastlandet. Detaljerade byggnadsplaner har tagit fram i förprojekteringen efter många års tidigare diskussioner, med många olika förkastade förslag och allmän oenighet.
Det har länge funnits planer på en bro mellan Sicilien och det italienska fastlandet. Redan under romartiden kom de första planerna på en sådan bro. Olika broplaner har dock skjutits upp på obestämd framtid, dels på grund av de tekniska svårigheterna men även de ekonomiska. Förutom ordinära kostnader för ett brobygge av denna storlek, ökar kostnaden än mer på grund av att tre kontinentalplattor möts under Messinaområdet. Området har drabbats av flera av Europas kraftigaste jordskalv de senaste århundradena: 1693, 1783 och 1908. Den planerade bron ska därför speciellt konstrueras för att vara motståndskraftig emot jordbävningar.    
Italiens regering, under en av Silvio Berlusconis mandatperioder, ansåg trots svårigheterna att en bro är viktigt för regionen och beslöt att en bro skulle byggas. Ett konsortium bestående av japanska, spanska och italienska byggföretag fick i oktober 2005 uppdraget att utföra projektet. Man planerade då att byggstarten skulle ske 2006 och bron beräknades bli färdig 2012. Den skulle då få världens längsta hängbrospann på 3 300 meter.
Efter regeringsskiftet i april 2006 sköt Romano Prodis regering dock upp projektet tills vidare.
Efter ett nyval 2008 återkom Berlusconi som premiärminister och återupptog byggplanerna. Den 6 mars 2009 presenterade regeringen en plan för byggande av infrastruktur, där Messinabron fanns med, och man hoppades på en byggstart sommaren 2010.
Om bron byggs enligt planerna kommer den att bli världens längsta hängbro med ett fritt spann på 3300 meter och kosta totalt cirka 6,1 miljarder €. Bron är en del av linje 1 (järnvägsförbindelse mellan Berlin och Palermo) i det transeuropeiska transportnätet (TEN-T). 
I februari 2013 lades projektet ned igen, med tanke på landets statsskuld, men återstartade igen av Giorgia Melonis regering 16 mars 2023. 

## Messinasundet
Messinasundet är en trattformad arm av havet som förbinder Joniska havet i söder med Tyrrenska havet i norr. Bredden på sundet varierar från cirka 16 kilometer (mellan Capo d'Ali i Sicilien och Punta Pellaro i Kalabrien) till 3 km mellan Capo Peloro på Sicilien och Torre Cavallo i Kalabrien. Ett liknande avstånd skiljer även Pezzo och Ganzirri och vid den punkten är sundet bara 72 meter djupt, medan djupet på andra ställen kan nå cirka 200 meter. Sundet kännetecknas också av starka och komplicerade strömmar, där huvudströmmen går från söder mot norr, samtidigt som en annan ström går åt det motsatta hållet. Strömmens riktning växlar dessutom efter tidvattnet.

## Projekthistoria
Tanken på en bro över sundet har funnits sedan romartiden, då det fanns en plan att bygga en bro, gjord av båtar och tunnor. Karl den store avsåg också att förbinda de två sidorna, med en rad broar. Denna idé återupplivades av den normandiske äventyraren Robert Guiscard på 1000-talet och av Roger II av Sicilien på 1100-talet. År 1876 var Giuseppe Zanardelli övertygad om att sundet skulle kunna knytas ihop med en bro eller tunnel. År 1866 gav transportministern Stefano Jacini ett uppdrag, åt den internationellt erkände ingenjören Alfredo Cottraui, att utarbeta planer för en bro mellan Kalabrien och Sicilien. 1870 föreslog Navone ett tunnelbygge, grundat på Napoleons idé om en tunnel under Engelska kanalen. Denna tunnel skulle börja på Contesse och skulle passera under Messina och Ganzirri på ett djup av 150 m och korsa sundet till Punta Pezzo och mynna ut vid Torre Cavallo.
En geologisk undersökning av området vid Messinasundet publicerades 1909, och 1921 föredrogs en studie av en sjötunnel vid den geografiska konferensen i Florens. En grupp järnvägsingenjörer undersökte möjligheten att bygga en hängbro, utan att komma fram till något konkret. Idén återupplivades 1953 av brobyggaren David B. Steinman, som hade en idé att bygga en bro som korsade sundet med två 220 meter höga pylontorn satta i 120 meter djupt vatten. De föreslagna 1  500 meter långa brospannen skulle i så fall ha inneburit ett världsrekord, då det längsta spannet vid denna tid var 1 275 meter på Golden Gate-bron och skulle även totalt blivit längre än den redan då planerade Mackinacbron, med en total av 2 988 meter. Den föreslagna bron skulle haft en segelfri höjd av 50 meter och haft två brodäck, det lägre med en dubbelspårig järnväg och 7 meter ovan denna skulle en 30 meter bred körbana legat. Huvudkablarna skulle ha varit 1 meter i diameter. Bygget av bron kalkylerades kräva 12 000 man till en kostnad av hundratals miljarder lire.

### Tidig planering
- På 1960-talet fanns en mängd olika förslag som baserades på allt från nedsänkta tunnelrör till flytande stöttor, pontoner och en roterande centraldel. Ingen visade sig vara realistisk.
- 1969 utlystes en internationell konstruktionstävling och inledningsvis blev Sergio Musmeci (i samarbete med Pier Luigi Nervi) ett tänkbart vinnarförslag, vilket sedan dock avslogs som alltför futuristiskt.
- På 1970-talet, gjordes genomförbarhetsstudier av den statliga järnvägen, som ledde till skapandet av ett privat företag med ansvar för passageplanderingen av sundet.
- På 1980-talet bildades företaget Stretto di Messina S.p.AM, med stöd från den statliga järnvägen, regionerna och IRI. Slutsatsen blev att det skulle vara möjligt att bygga en hängbro.
- Detaljerade planer följde på 1990-talet med ett slutligt godkännande från Consiglio Superiore dei lavori Pubblici (ämbetsverk för offentliga arbeten).

### Detaljplanering

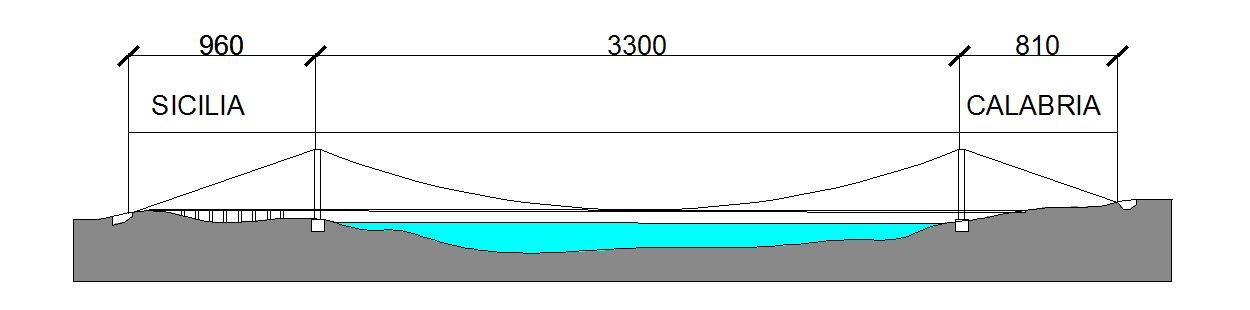
Tvärsnitt av sundet vid Messinabron

2006 års broplan gällde en hängbro med ett spann med en spännvidd på 3 300 meter. Detta skulle ha gjort brospannet mer än 60 procent längre än Akashi Kaikyobron i Japan (den nuvarande längsta hängbro i världen på 1 991 meter).
Planen krävde sex körfält (två ordinarie körfält och ett nödfält i vardera riktningen), två järnvägsspår och två fotgängarfält. För att ge en minsta segelfri höjd på 65 meter, skulle höjden på de två tornen varit 382 meter. Detta skulle ha varit högre än Millaubron i Frankrike (för närvarande den högsta bron i världen på 341 meter). Bron skulle ha varit upphängd i två par stålkablar, vardera med en diameter på 1,24 meter med en totallängd på 5 300 meter mellan sina förankringsplatser.
Konstruktionen inkluderade drygt 20 km vägförbindelser och knappt 20 kilometer järnvägsförbindelser till själva bron. På de italienska fastlandet skulle bron anslutas till den nya sträckan av motorvägen Salerno-Reggio di Calabria (A3) och till den planerade Neapel-Reggio Calabria snabbtågs-järnvägen, på den sicilianska sida, till motorvägarna Messina-Catania (A18) och Messina-Palermo (A20) samt till den nya Messina järnvägsstationen (som ska byggas av Rete Ferroviaria Italiana).
Geografiskt var bron planerad att binda ihop Reggio Calabria med Messina. Projektet kallades Metropolitana Integrata dello Stretto (ungefär: Den integrerade huvudstadsregionen vid sundet) eller helt enkelt Città dello Stretto (sundstaden). Några kontroverser kring brobyggandet utgjordes av starkt motstånd emot staden av olika sicilianska nationalistiska grupper.
En konstruktionskonsortium lett av Impreglio SpA anlitades 2005, med avsikten att själva bygget skulle påbörjas under andra halvåret 2006. Bron ritades av danska arkitekter på Dissing+Weitling, i nära samarbete med det danska ingenjörs- och konsultfirman COWI.
Den 27 mars 2006 meddelade Impreglio och Stretto di Messina att de hade undertecknat ett avtal att utse en av tilldela den slutliga projektering till en av huvudentreprenörerna. Impreglio SpA, var den största delägaren med 45%. Andra deltagare var Spaniens Sacyr SA (18,70%), de italienska företagen Società Italiana per Condotte D'Acqua SpA (15%) och Cooperativa Muratori & Cementisti-CMC i Ravenna (13%), Japans Ishikawajima-Harima Heavy Industries Co Ltd (6,30%) och Consorzio Stabile ACI S.c.p.a (2%). Huvudentreprenören skulle också biträdas av de danska konsultföretagen COWI A/S och Sund&Baelt A/S samt kanadensiska Buckland&Taylor Ltd, som skulle hantera projekteringen. Slutförandet beräknades ta sex år, med kalkylerad kostnad av 3,9 miljarder euro. Den första uppgiften för entreprenören skulle bli att utarbeta det slutliga projektet.
Den 12 oktober 2006 röstade det italienska parlamentet 272-232 till förmån för att överge planen på grund av brons "tveksamma användbarhet och genomförbarhet," liksom den redan belastade italienska statskassans bristande förmåga att bära sin andel av kostnaderna. Dessutom pekade transportministern Alessandro Bianchi på att väg- och järnvägsförbindelserna som leder till platsen för den föreslagna bron inte är i stånd att stödja tillräckligt med trafik för att göra bron lönsam. Andra skäl för att överge denna plan var jordbävningsrisken plus en misstanke att en stor del av medlen skulle avledas till kriminella organisationer som Cosa Nostra och 'Ndrangheta.

### Planen 2008-2013
Den 15 april 2008 omvaldes Silvio Berlusconi till premiärminister i Italien och lovade då att återstarta broprojektet. Följande månad bekräftade Altero Matteoli (minister för infrastruktur och transport) regeringens avsikt att återuppta arbetet på bron i ett brev till ordföranden för Società Stretto di Messina, Pietro Ciucci.
Den 6 mars 2009 meddelade Silvio Berlusconis regering att projektplaneringen av Messinabron hade återuppväckts, ihop med en rad av offentliga byggnadarbeten, med en pantsättning på 1,3 miljarder euro för bron som en bidrag till en beräknad totalkostnad på 6,1 miljarder euro.
Det frihängande brospannet ska bli 3 300 meter långt, 60 meter brett och stödjas av två 382 meter höga pyloner i stål, som alltså är högre än Empire State Building i New York. Det ska finnas ett motorvägsfält och ett nödspår i vardera riktningen som ska kunna tillåta en trafikmängd på 6 000 fordon per timme, ett dubbelspår för upp till 200 tåg per dag och två oberoende körfält för servicetrafik och fotgängare.  
Berlusconi tror arbetet kommer att slutföras senast 2016. Fram till 2006, när projektet stoppades, hade arbetena tilldelats ett konsortium av Italiens Impreglio, Condotte d'Acqua, Cooperativa Muratori & Cementisti (CMC) och Consorzio Stabile ACI, tillsammans med spanska Sacyr Vallehermoso och japanska Ishikawajima-Harima Heavy Industries.
Den 23 december 2009 började förberedelserna med avledning av den Tyrrenska järnvägen vid Cannitello på italienska fastlandssidan av sundet.
I februari 2013 las projektet ned igen, av dåvarande premiärminister Mario Monti, med tanke på landets statsskuld.

## Kritik
Anhängare ser bron som en stor sysselsättningsskapande program och ett lyft för turismen. Men många ifrågasätter också prioriteringen av bron och hävdar att om regeringen istället hade koncentrerat på att göra Siciliens vägar mer effektiva, skulle transporter kunna nå kusten snabbare till en bråkdel av brons kostnad.
Andra tycker att bron är helt onödig, eftersom den lokala ekonomin redan har en plan att ställa om NATO-flygplatsen Comiso Airport, till en kommersiell fraktterminal att exportera exempelvis grönsaker till nordeuropa. Alternativt skulle det innebära en mycket billigare fraktväg att exempelvis förbättra tillfarterna till de nuvarande färjelinjerna (i Kalabrien finns det mycket smala gator, som innebär en flaskhals för transporten). Ett annat argument mot bron är den dåliga infrastrukturen i Sicilien, särskilt järnvägen och Autostrada A20 mellan Messina och Palermo och även det dåliga skicket på Autostrada A3 på fastlandet som länkar ihop Reggio di Calabria med Neapel.
Slutligen finns det farhågor om miljökonsekvenserna av bron, dess faktiska genomförbarhet, och om den verkligen ska kunna stå emot de jordbävningar, som inte är ovanliga i regionen. Ett av de kraftigaste skalven i som någonsin har registrerats i Europa ägde rum i Messinasundet den 28 december 1908. Skalvet var på cirka 7,2 på Richterskalan, skapade en sex meter hög tsunamivåg och ett uppskattat antal döda är cirka 120 000. I Messina raserades runt 90 procent av alla byggnader och staden kallades länge för "città di mortè (dödens stad). Det förekom även kraftiga jordbävningar 1693 och 1783 och några mindre 1909, 1910 och 1975.